# تايما نو كيهايا

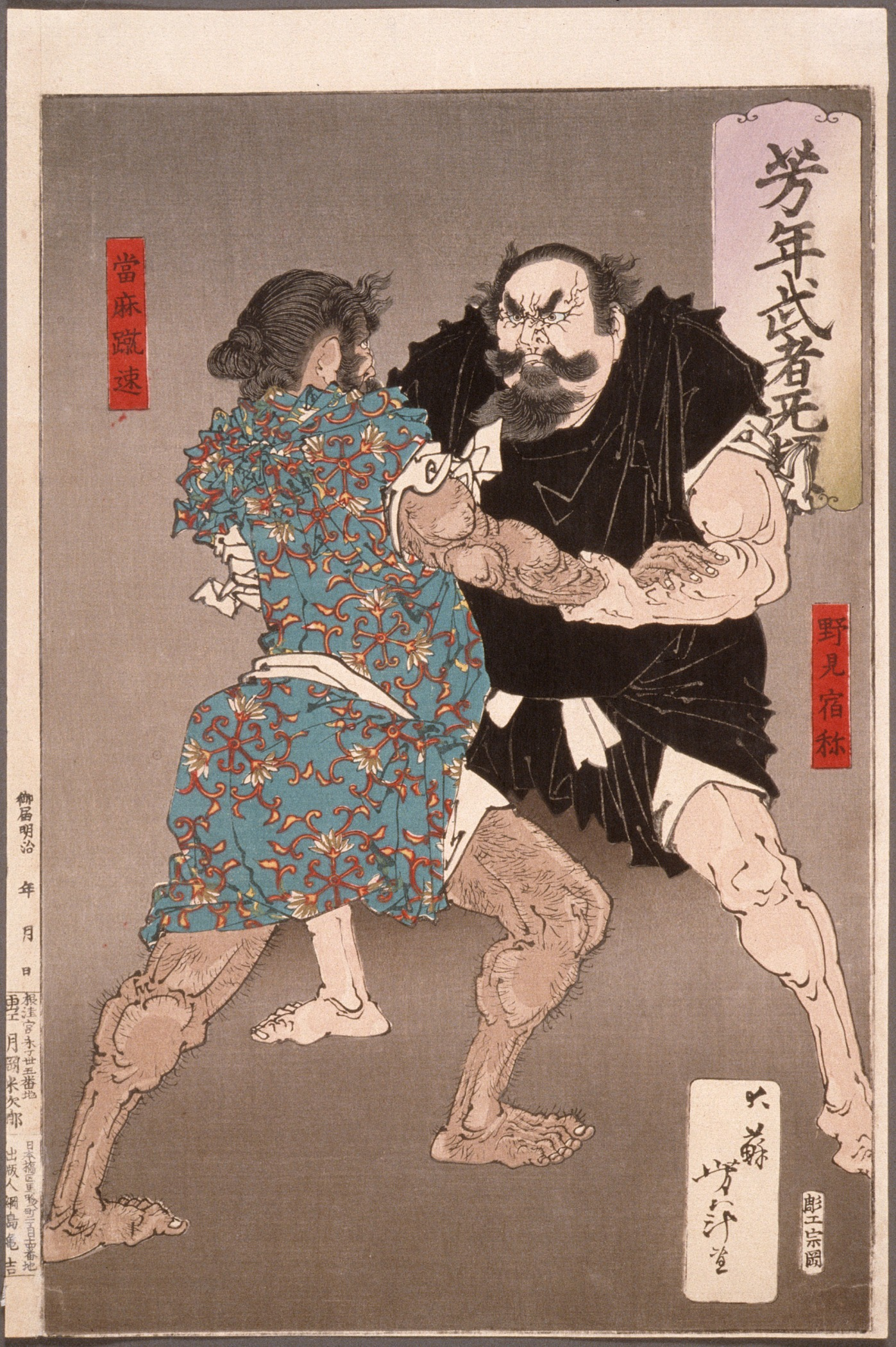
مصارعة تايما وناومي

تايما نو كيهايا (باليابانية: 当麻蹴速) هو مصارع في الفلكلور الياباني، يُوصف بأنَّه نبيل ذو مكانة وقوة عظيمين، وكان يفتخر بأنه ليس هناك نظير له تحت قبة السماء. وكان في حقبة الإمبراطور سوينين، ويُعتبر مؤسس مصارعة السومو.
يُروى بأنَّ الإمبراطور سوينين أمر حاشيته ليجدوا شخصًا قادرًا لتحدي تايما نو كيهايا، فوجدوا ناومي نو سوكوني. ثم تصارعا، فقتل ناومي بركلة أولى كسرت أضلاع كيهاكا وبركلة ثانية كسرت منطقته القطنية بعد سقوطه على الأرض.